# Necmi Onarıcı
Necmi Onarıcı (Istanbul, 2 novembre 1925 – Çatalca, 21 agosto 1968) è stato un calciatore turco, di ruolo attaccante.